# C'est le dernier qui a parlé qui a raison
"C'est le dernier qui a parlé qui a raison" (tradução portuguesa: "É o último que falou que tem razão") foi a canção que representou a França no Festival Eurovisão da Canção 1991. Foi interpretada em francês por Amina. Foi a nona canção a ser interpretada na noite do festival, a seguir à canção sueca Fångad av en stormvind e antes da canção turca İki Dakika, interpretada por İzel Çeliköz, Reyhan Karaca e Can Uğurlür. A canção francesa terminou me segundo lugar, ex-aequo com a canção sueca, mas com menos segundos lugares (10 pontos) do que a outra.

## Autores
- Letra e música: Amina Annabi e Wasis Diop
- Orquestrador: Jérôme Pillement

## Letra
O título da canção é um dos mais longos da história do Festival Eurovisão da Canção com letra e música da própria Amina (de origens norte-africanas) e por Wasis Diop é uma música com caraterísticas africanas. Amina canta acerca da verdade sobre o que é referido no título da canção. Chega também à conclusão de "C'est le plus fort qui a parlé qui a raison" (É o mais forte que falou que tem razão).

## Faixas
CD single
1. "Le Dernier qui a parlé…" — 3:10
2. "Neila" — 4:25

CD maxi
1. "Le Dernier qui a parlé…" (remix) — 4:36
2. "Neila" — 4:25
3. "Le Dernier qui a parlé…" — 3:16

7" single
1. "Le Dernier qui a parlé…" — 3:10
2. "Neila" — 4:25

## Top de vendas
| Top (1991)    | Posição |
| ------------- | ------- |
| Top austríaco | 22      |
| Top francês   | 30      |
| Top sueco     | 19      |